# Кайл Вокер
Ка́йл Е́ндрю Во́кер (англ. Kyle Andrew Walker; нар. 28 травня 1990, Шеффілд, Англія) — англійський футболіст, правий захисник клубу «Бернлі» та збірної Англії. 

## Клубна кар'єра
Народився 28 травня 1990 року в місті Шеффілд. Вихованець футбольної школи клубу «Шеффілд Юнайтед».
У дорослому футболі дебютував 2008 року виступами за команду третьолігового клубу «Нортгемптон Таун», за яку на умовах оренди того року взяв участь у 9 матчах.
Повернувшись до «Шеффілд Юнайтед» на початку 2009 року, провів декілька матчів у другій за силою англійській лізі, після чого влітку того ж року став гравцем вищолігового «Тоттенгем Готспур». Утім до березня 2010 року продовжував захищати кольори «Шеффілд Юнайтед» вже як орендований гравець.
Провівши 2010 року три гри за «Тоттенгем Готспур» у Прем'єр-лізі, знову віддавався в оренду, спочатку до «КПР», а згодом до клубу «Астон Вілла».
Влітку 2011 року після оренд повернувся до «Тоттенгем Готспур» і став основним гравцем на правому фланзі захисту команди Гаррі Реднаппа. За результатами свого першого повного сезону у Прем'єр-лізі був названий найкращим молодим гравцем змагання, а також увійшов до його символічної збірної як найкращий правий захисник сезону. Залишався ключовим захисником лондонської команди протягом шести сезонів. Навесні 2017 року був удруге визнаний найкращим правим захисником англійської Прем'єр-ліги.
14 липня 2017 року перейшов до «Манчестер Сіті», з яким уклав п'ятирічний контракт. Його трансфер обійшовся манчестерському клубу в 45 мільйонів фунтів. У своєму дебютному сезоні в новій команді провів 48 ігор в усіх турнірах, допоміг «Мансіті» здобути перемоги у Кубку Футбольної ліги, а згодом й у Прем'єр-лізі.

## Виступи за збірні
2009 року дебютував у складі юнацької збірної Англії, взяв участь у 7 іграх на юнацькому рівні.
Протягом 2010–2011 років залучався до складу молодіжної збірної Англії. На молодіжному рівні зіграв у 7 офіційних матчах.
2011 року дебютував в офіційних матчах у складі національної збірної Англії. Основним правим захисником англійської збірної став лише 2016 року, взявши участь у тогорічному чемпіонаті Європи, де виходив на поле у трьох з чотирьох матчів своєї команди.
16 травня 2018 року був включений до заявки національної команди на тогорічний чемпіонат світу в Росії.

## Статистика виступів

### Статистика клубних виступів
Станом на 2 вересня 2023 року
| Сезон                         | Команда                       | Чемпіонат                     | Чемпіонат | Чемпіонат | Національний кубок | Національний кубок | Національний кубок | Континентальні кубки | Континентальні кубки | Континентальні кубки | Інші змагання | Інші змагання | Інші змагання | Усього | Усього |
| Сезон                         | Команда                       | Ліга                          | Ігор      | Голів     | Ліга               | Ігор               | Голів              | Ліга                 | Ігор                 | Голів                | Ліга          | Ігор          | Голів         | Ігор   | Голів  |
| ----------------------------- | ----------------------------- | ----------------------------- | --------- | --------- | ------------------ | ------------------ | ------------------ | -------------------- | -------------------- | -------------------- | ------------- | ------------- | ------------- | ------ | ------ |
| 2008-січ. 2009                | «Нортгемптон Таун»            | ФЛ1                           | 9         | 0         | КА+КЛ              | 0+0                | 0                  | -                    | -                    | -                    | -             | -             | -             | 9      | 0      |
| січ.-черв. 2009               | «Шеффілд Юнайтед»             | ЧФЛ                           | 2+3       | 0         | КА+КЛ              | 2+0                | 0                  | -                    | -                    | -                    | -             | -             | -             | 7      | 0      |
| 2009-бер. 2010                | «Шеффілд Юнайтед»             | ЧФЛ                           | 26        | 0         | КА+КЛ              | 2+0                | 0                  | -                    | -                    | -                    | -             | -             | -             | 28     | 0      |
| Усього за «Шеффілд Юнайтед»   | Усього за «Шеффілд Юнайтед»   | Усього за «Шеффілд Юнайтед»   | ?3        | 0         |                    | 4                  | 0                  |                      | -                    | -                    |               | -             | -             | 35     | 0      |
| 2010                          | «Тоттенгем Готспур»           | ПЛ                            | 2         | 0         | КА+КЛ              | 0+0                | 0                  | -                    | -                    | -                    | -             | -             | -             | 2      | 0      |
| серп. 2010                    | «Тоттенгем Готспур»           | ПЛ                            | 1         | 0         | КА+КЛ              | 0+0                | 0                  | ЛЧ                   | 0                    | 0                    | -             | -             | -             | 1      | 0      |
| 2010-січ. 2011                | «Квінз Парк Рейнджерс»        | ЧФЛ                           | 20        | 0         | КА+КЛ              | 0+0                | 0                  | -                    | -                    | -                    | -             | -             | -             | 20     | 0      |
| січ.-черв. 2011               | «Астон Вілла»                 | ПЛ                            | 15        | 1         | КА+КЛ              | 3+0                | 1+0                | -                    | -                    | -                    | -             | -             | -             | 18     | 2      |
| 2011–12                       | «Тоттенгем Готспур»           | ПЛ                            | 37        | 2         | КА+КЛ              | 5+0                | 0                  | ЛЄ                   | 5                    | 0                    | -             | -             | -             | 47     | 2      |
| 2012–13                       | «Тоттенгем Готспур»           | ПЛ                            | 36        | 0         | КА+КЛ              | 1+2                | 0                  | ЛЄ                   | 11                   | 0                    | -             | -             | -             | 50     | 0      |
| 2013–14                       | «Тоттенгем Готспур»           | ПЛ                            | 26        | 1         | КА+КЛ              | 1+3                | 0                  | ЛЄ                   | 4                    | 0                    | -             | -             | -             | 34     | 1      |
| 2014–15                       | «Тоттенгем Готспур»           | ПЛ                            | 15        | 0         | КА+КЛ              | 0+3                | 0                  | ЛЄ                   | 3                    | 0                    | -             | -             | -             | 21     | 0      |
| 2015–16                       | «Тоттенгем Готспур»           | ПЛ                            | 33        | 1         | КА+КЛ              | 2+0                | 0                  | ЛЄ                   | 0                    | 0                    | -             | -             | -             | 35     | 1      |
| 2016–17                       | «Тоттенгем Готспур»           | ПЛ                            | 33        | 0         | КА+КЛ              | 1+0                | 0                  | ЛЧ+ ЛЄ               | 3+2                  | 0                    | -             | -             | -             | 39     | 0      |
| Усього за «Тоттенгем Готспур» | Усього за «Тоттенгем Готспур» | Усього за «Тоттенгем Готспур» | 183       | 4         |                    | 18                 | 0                  |                      | 28                   | 0                    |               | -             | -             | 229    | 4      |
| 2017–18                       | «Манчестер Сіті»              | ПЛ                            | 32        | 0         | КА+КЛ              | 3+6                | 0                  | ЛЧ                   | 7                    | 0                    | -             | -             | -             | 48     | 0      |
| 2018–19                       | «Манчестер Сіті»              | ПЛ                            | 33        | 1         | КА+КЛ              | 5+3                | 0+1                | ЛЧ                   | 10                   | 0                    | СА            | 1             | 0             | 52     | 2      |
| 2019–20                       | «Манчестер Сіті»              | ПЛ                            | 29        | 1         | КА+КЛ              | 2+4                | 0                  | ЛЧ                   | 6                    | 0                    | СА            | 1             | 0             | 42     | 1      |
| 2020–21                       | «Манчестер Сіті»              | ПЛ                            | 24        | 1         | КА+КЛ              | 3+4                | 1+0                | ЛЧ                   | 11                   | 0                    | -             | -             | -             | 42     | 2      |
| 2021–22                       | «Манчестер Сіті»              | ПЛ                            | 20        | 0         | КА+КЛ              | 3+1                | 0                  | ЛЧ                   | 7                    | 1                    | СА            | 0             | 0             | 31     | 1      |
| 2022–23                       | «Манчестер Сіті»              | ПЛ                            | 27        | 0         | КА+КЛ              | 6                  | 0                  | ЛЧ                   | 5                    | 0                    | СА            | 1             | 0             | 39     | 0      |
| 2023–24                       | «Манчестер Сіті»              | ПЛ                            | 4         | 0         | КА+КЛ              | 0                  | 0                  | ЛЧ                   | 0                    | 0                    | СА            | 2             | 0             | 6      | 0      |
| Усього за «Манчестер Сіті»    | Усього за «Манчестер Сіті»    | Усього за «Манчестер Сіті»    | 169       | 3         |                    | 40                 | 2                  |                      | 46                   | 1                    |               | 5             | 0             | 260    | 6      |
| Усього за кар'єру             | Усього за кар'єру             | Усього за кар'єру             | 424       | 8         |                    | 65                 | 3                  |                      | 74                   | 1                    |               | 8             | 0             | 571    | 12     |

### Статистика виступів за збірну
Станом на 9 вересня 2023 року
| Дата       | Місто           | Господарі  | Результат               | Гості              | Турнір                                    | Голи | Примітки |
| ---------- | --------------- | ---------- | ----------------------- | ------------------ | ----------------------------------------- | ---- | -------- |
| 12-11-2011 | Лондон          | Англія     | 1 – 0                   | Іспанія            | товариський матч                          | -    | 85'      |
| 15-11-2011 | Лондон          | Англія     | 1 – 0                   | Швеція             | товариський матч                          | -    |          |
| 15-8-2012  | Берн            | Італія     | 1 – 2                   | Англія             | товариський матч                          | -    |          |
| 12-10-2012 | Лондон          | Англія     | 5 – 0                   | Сан-Марино         | Відбір до ЧС 2014                         | -    |          |
| 22-3-2013  | Серравалле      | Сан-Марино | 0 – 8                   | Англія             | Відбір до ЧС 2014                         | -    |          |
| 14-8-2013  | Лондон          | Англія     | 3 – 2                   | Шотландія          | товариський матч                          | -    | 56'      |
| 6-9-2013   | Лондон          | Англія     | 4 – 0                   | Молдова            | Відбір до ЧС 2014                         | -    |          |
| 10-9-2013  | Київ            | Україна    | 0 – 0                   | Англія             | Відбір до ЧС 2014                         | -    | 70'      |
| 11-10-2013 | Лондон          | Англія     | 4 – 1                   | Чорногорія         | Відбір до ЧС 2014                         | -    | 55'      |
| 19-11-2013 | Лондон          | Англія     | 0 – 1                   | Німеччина          | товариський матч                          | -    |          |
| 31-3-2015  | Турин           | Італія     | 1 – 1                   | Англія             | товариський матч                          | -    | 46'      |
| 12-10-2015 | Вільнюс         | Литва      | 0 – 3                   | Англія             | Відбір до ЧЄ 2016                         | -    |          |
| 13-11-2015 | Аліканте        | Іспанія    | 2 – 0                   | Англія             | товариський матч                          | -    |          |
| 29-3-2016  | Лондон          | Англія     | 1 – 2                   | Нідерланди         | товариський матч                          | -    |          |
| 22-5-2016  | Манчестер       | Англія     | 2 – 1                   | Туреччина          | товариський матч                          | -    |          |
| 2-6-2016   | Лондон          | Англія     | 1 – 0                   | Португалія         | товариський матч                          | -    |          |
| 11-6-2016  | Марсель         | Англія     | 1 – 1                   | Росія              | ЧЄ 2016 - груповий етап                   | -    |          |
| 16-6-2016  | Ланс            | Англія     | 2 – 1                   | Уельс              | ЧЄ 2016 - груповий етап                   | -    |          |
| 27-6-2016  | Ніцца           | Англія     | 1 – 2                   | Ісландія           | ЧЄ 2016 - 1/8 фіналу                      | -    |          |
| 4-9-2016   | Трнава          | Словаччина | 0 – 1                   | Англія             | Відбір до ЧС 2018                         | -    |          |
| 8-10-2016  | Лондон          | Англія     | 2 – 0                   | Мальта             | Відбір до ЧС 2018                         | -    |          |
| 11-10-2016 | Любляна         | Словенія   | 0 – 0                   | Англія             | Відбір до ЧС 2018                         | -    |          |
| 11-11-2016 | Лондон          | Англія     | 3 – 0                   | Шотландія          | Відбір до ЧС 2018                         | -    |          |
| 22-3-2017  | Дортмунд        | Німеччина  | 1 – 0                   | Англія             | товариський матч                          | -    |          |
| 26-3-2017  | Лондон          | Англія     | 2 – 0                   | Литва              | Відбір до ЧС 2018                         | -    |          |
| 10-6-2017  | Глазго          | Шотландія  | 2 – 2                   | Англія             | Відбір до ЧС 2018                         | -    |          |
| 13-6-2017  | Сен-Дені        | Франція    | 3 – 2                   | Англія             | товариський матч                          | -    | 46'      |
| 1-9-2017   | Та-Калі         | Мальта     | 0 – 4                   | Англія             | Відбір до ЧС 2018                         | -    |          |
| 4-9-2017   | Лондон          | Англія     | 2 – 1                   | Словаччина         | Відбір до ЧС 2018                         | -    |          |
| 5-10-2017  | Лондон          | Англія     | 1 – 0                   | Словенія           | Відбір до ЧС 2018                         | -    |          |
| 10-11-2017 | Лондон          | Англія     | 0 – 0                   | Німеччина          | товариський матч                          | -    |          |
| 14-11-2017 | Лондон          | Англія     | 0 – 0                   | Бразилія           | товариський матч                          | -    |          |
| 23-3-2018  | Амстердам       | Нідерланди | 0 – 1                   | Англія             | товариський матч                          | -    |          |
| 27-3-2018  | Лондон          | Англія     | 1 – 1                   | Італія             | товариський матч                          | -    | 72'      |
| 2-6-2018   | Лондон          | Англія     | 2 – 1                   | Нігерія            | товариський матч                          | -    |          |
| 18-6-2018  | Волгоград       | Туніс      | 1 – 2                   | Англія             | ЧС 2018 - груповий етап                   | -    | 33'      |
| 24-6-2018  | Нижній Новгород | Англія     | 6 – 1                   | Панама             | ЧС 2018 - груповий етап                   | -    |          |
| 3-7-2018   | Москва          | Колумбія   | 1 – 1 д.ч. (3 – 4 п.п.) | Англія             | ЧС 2018 - 1/8 фіналу                      | -    | 113'     |
| 7-7-2018   | Самара          | Швеція     | 0 – 2                   | Англія             | ЧС 2018 - чертьфінал                      | -    |          |
| 11-7-2018  | Москва          | Хорватія   | 2 – 1 д.ч.              | Англія             | ЧС 2018 - півфінал                        | -    | 54' 112' |
| 11-9-2018  | Лестер          | Англія     | 1 – 0                   | Швейцарія          | товариський матч                          | -    |          |
| 12-10-2018 | Рієка           | Хорватія   | 0 – 0                   | Англія             | Ліга націй УЄФА 2018—2019 - груповий етап | -    |          |
| 15-10-2018 | Севілья         | Іспанія    | 2 – 3                   | Англія             | Ліга націй УЄФА 2018—2019 - груповий етап | -    | 75'      |
| 18-11-2018 | Лондон          | Англія     | 2 – 1                   | Хорватія           | Ліга націй УЄФА 2018—2019 - груповий етап | -    |          |
| 22-3-2019  | Лондон          | Англія     | 5 – 0                   | Чехія              | Відбір до ЧЄ 2020                         | -    |          |
| 25-3-2019  | Подгориця       | Чорногорія | 1 – 5                   | Англія             | Відбір до ЧЄ 2020                         | -    |          |
| 6-6-2019   | Гімарайнш       | Нідерланди | 3 – 1 д.ч.              | Англія             | Ліга націй УЄФА 2018—2019 - півфінал      | -    |          |
| 9-6-2019   | Гімарайнш       | Швейцарія  | 0 – 0 д.ч. (5 – 6 п.п.) | Англія             | Ліга націй УЄФА 2018—2019 - 3-тє місце    | -    | 70'      |
| 5-9-2020   | Рейк'явік       | Ісландія   | 0 – 1                   | Англія             | Ліга націй УЄФА 2020—2021 - груповий етап | -    | 33', 70' |
| 11-10-2020 | Лондон          | Англія     | 2 – 1                   | Бельгія            | Ліга націй УЄФА 2020—2021 - груповий етап | -    |          |
| 14-10-2020 | Лондон          | Англія     | 0 – 1                   | Данія              | Ліга націй УЄФА 2020—2021 - груповий етап | -    |          |
| 15-11-2020 | Левен           | Бельгія    | 2 – 0                   | Англія             | Ліга націй УЄФА 2020—2021 - груповий етап | -    |          |
| 18-11-2020 | Лондон          | Англія     | 4 – 0                   | Ісландія           | Ліга націй УЄФА 2020—2021 - груповий етап | -    | 12' 64'  |
| 28-3-2021  | Тирана          | Албанія    | 0 – 2                   | Англія             | Відбір до ЧС 2022                         | -    | 69'      |
| 31-3-2021  | Лондон          | Англія     | 2 – 1                   | Польща             | Відбір до ЧС 2022                         | -    |          |
| 13-6-2021  | Лондон          | Англія     | 1 – 0                   | Хорватія           | ЧЄ 2020 - груповий етап                   | -    |          |
| 22-6-2021  | Лондон          | Чехія      | 0 – 1                   | Англія             | ЧЄ 2020 - груповий етап                   | -    |          |
| 29-6-2021  | Лондон          | Англія     | 2 – 0                   | Німеччина          | ЧЄ 2020 - 1/8 фіналу                      | -    |          |
| 3-7-2021   | Рим             | Україна    | 0 – 4                   | Англія             | ЧЄ 2020 - чвертьфінал                     | -    |          |
| 7-7-2021   | Лондон          | Англія     | 2 – 1 д.ч.              | Данія              | ЧЄ 2020 - півфінал                        | -    |          |
| 11-7-2021  | Лондон          | Італія     | 1 – 1 д.ч. (3 – 2 п.п.) | Англія             | ЧЄ 2020 - фінал                           | -    | 120'     |
| 2-9-2021   | Будапешт        | Угорщина   | 0 – 4                   | Англія             | Відбір до ЧС 2022                         | -    |          |
| 8-9-2021   | Варшава         | Польща     | 1 – 1                   | Англія             | Відбір до ЧС 2022                         | -    |          |
| 12-10-2021 | Лондон          | Англія     | 1 – 1                   | Угорщина           | Відбір до ЧС 2022                         | -    |          |
| 12-11-2021 | Лондон          | Англія     | 5 – 0                   | Албанія            | Відбір до ЧС 2022                         | -    |          |
| 4-6-2022   | Будапешт        | Угорщина   | 1 – 0                   | Англія             | Ліга націй УЄФА 2022—2023 - груповий етап | -    | 62'      |
| 7-6-2022   | Мюнхен          | Німеччина  | 1 – 1                   | Англія             | Ліга націй УЄФА 2022—2023 - груповий етап | -    |          |
| 14-6-2022  | Вулвергемптон   | Англія     | 0 – 4                   | Угорщина           | Ліга націй УЄФА 2022—2023 - груповий етап | -    |          |
| 23-9-2022  | Мілан           | Італія     | 1 – 0                   | Англія             | Ліга націй УЄФА 2022—2023 - груповий етап | -    | 72'      |
| 26-9-2022  | Лондон          | Англія     | 3 – 3                   | Німеччина          | Ліга націй УЄФА 2022—2023 - груповий етап | -    | 37'      |
| 29-11-2022 | Ер-Раян         | Уельс      | 0 – 3                   | Англія             | ЧС 2022 - груповий етап                   | -    | 57'      |
| 4-12-2022  | Ель-Хаур        | Англія     | 3 – 0                   | Сенегал            | ЧС 2022 - 1/8 фіналу                      | -    |          |
| 10-12-2022 | Ель-Хаур        | Англія     | 1 – 2                   | Франція            | ЧС 2022 - чвертьфінал                     | -    |          |
| 23-3-2023  | Неаполь         | Італія     | 1 – 2                   | Англія             | Відбір до ЧЄ 2024                         | -    | 71'      |
| 26-3-2023  | Лондон          | Англія     | 2 – 0                   | Україна            | Відбір до ЧЄ 2024                         | -    |          |
| 19-6-2023  | Манчестер       | Англія     | 7 – 0                   | Північна Македонія | Відбір до ЧЄ 2024                         | -    |          |
| 9-9-2023   | Вроцлав         | Україна    | 1 – 1                   | Англія             | Відбір до ЧЄ 2024                         | 1    |          |
| Усього     |                 | Матчів     | 77                      |                    | Голів                                     | 1    |          |

## Досягнення
- Володар Кубка Ліги (4):

«Манчестер Сіті»: 2017-18, 2018-19, 2019-20, 2020-21
- Чемпіон Англії (6):

«Манчестер Сіті»: 2017-18, 2018-19, 2020-21, 2021-22, 2022-23, 2023–24
- Володар Суперкубка Англії (2):

«Манчестер Сіті»: 2018, 2019
- Володар Кубка Англії (2):

«Манчестер Сіті»: 2018-19, 2022-23
- Переможець Ліги чемпіонів УЄФА (1):

«Манчестер Сіті»: 2022-23
- Володар Суперкубка УЄФА (1):

«Манчестер Сіті»: 2023
- Переможець Клубного чемпіонату світу (1):

«Манчестер Сіті»: 2023
Збірні
- Віце-чемпіон Європи: 2020